# 華萊士白鰩
華萊士白鰩（學名：Leucoraja wallacei），為軟骨魚綱鰩目鰩科白魟屬的一種，被IUCN列為易危保育類動物，分布於東南大西洋和西印度洋納米比亞呂德里茨經好望角到莫三比克南部海域，深度70至517公尺，本魚吻短、寬而鈍，鼻中盤窄，尾比身長，體盤非常粗糙有2-4排刺從中背到第一背鰭, 並且有寬圓的角，體上面是黃棕色，腹面是白色，上面有些是灰褐色，有白色斑點，體長可達100公分，棲息在軟底質海域，為底棲性魚類，肉食性，以硬骨魚及底棲無脊椎動物為食，卵生，生活習性不明，可作為食用魚。